# Gångväg

Svenskt vägmärke för gångväg eller gångbana

Gångväg är en väg som bara fotgängare får använda.